# Gerichtsbezirk Eisenstadt

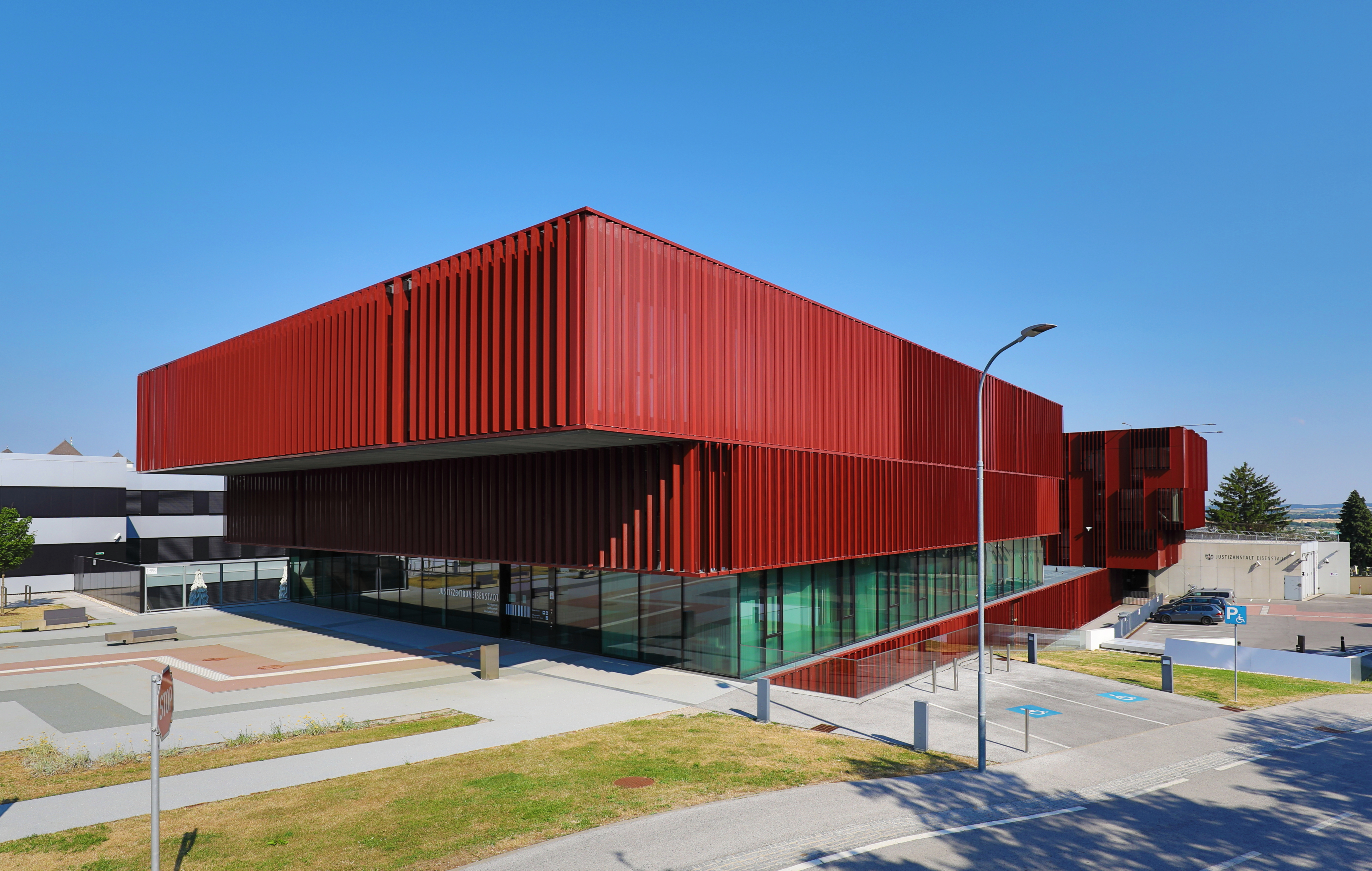
Der neuere Teil des Justizzentrums in Oberberg-Eisenstadt, in dem auch das Bezirksgericht untergebracht ist

Der Gerichtsbezirk Eisenstadt ist einer von sechs Gerichtsbezirken im Burgenland und umfasst die Freistädte (Statutarstädte) Eisenstadt und Rust sowie den gesamten Bezirk Eisenstadt-Umgebung. Der übergeordnete Gerichtshof ist das Landesgericht Eisenstadt.

## Gerichtssprengel
Der Gerichtssprengel Eisenstadt umfasst die beiden Freistädte Eisenstadt und Rust sowie alle 23 Gemeinden des politischen Bezirks Eisenstadt-Umgebung.
Einwohner: Stand 1. Jänner 2024

### Freistädte
- Eisenstadt (16.037)
- Rust (1.984)

### Städte
- Neufeld an der Leitha (3.621)
- Purbach am Neusiedler See (3.017)

### Marktgemeinden
- Breitenbrunn am Neusiedler See (1.909)
- Donnerskirchen (1.881)
- Großhöflein (2.091)
- Hornstein (3.312)
- Loretto (522)
- Oggau am Neusiedler See (1.702)
- Sankt Margarethen im Burgenland (2.710)
- Siegendorf (3.247)
- Steinbrunn (3.028)
- Wulkaprodersdorf (1.947)

### Gemeinden
- Klingenbach (1.260)
- Leithaprodersdorf (1.242)
- Mörbisch am See (2.213)
- Müllendorf (1.466)
- Oslip (1.290)
- Schützen am Gebirge (1.447)
- Stotzing (832)
- Trausdorf an der Wulka (2.156)
- Wimpassing an der Leitha (1.741)
- Zagersdorf (1.138)
- Zillingtal (1.020)